# پیاتکوف لوگ
پیاتکوف لوگ (به لاتین: Pyatkov Log) یک منطقهٔ مسکونی در روسیه است که در سرزمین آلتای واقع شده‌است.